# Polycentropus chelatus
Polycentropus chelatus är en nattsländeart som beskrevs av Ross och Yamamoto. Polycentropus chelatus ingår i släktet Polycentropus och familjen fångstnätnattsländor. Inga underarter finns listade i Catalogue of Life.